# Podocarpus colombianus
Podocarpus colombianus là một loài thực vật hạt trần trong họ Podocarpaceae. Loài này được J. Buchholz & N.E. Gray mô tả khoa học đầu tiên..